# Guckler Károly
Guckler Károly József Krisztián (Debrecen, 1858. szeptember 4. – Budapest, 1923. augusztus 31.) erdőmérnök, a fővárosi erdészeti hivatal vezetője, a budai hegyvidék erdőterülete megújításának, valamint a pesti homoktalajok erdősítésének kezdeményezője.

## Élete
A 17. századi németalföldi örökösödési háború elől előbb Galíciába, majd a Magyar Királyság területére menekült családból származik. 1875-80 között elvégezte a selmecbányai Bányászati és Erdészeti Akadémiát. 1882-ban állt erdőmérnökként a főváros szolgálatába. 1895-től erdőmester, az Erdészeti Hivatal vezetője, 1918-tól főerdőtanácsos.
A főváros környéki sikeres erdősítési munkák vezetésével elévülhetetlen érdemeket szerzett, amiért Ghillány Imre földművelésügyi miniszter kitüntetésben részesítette.
Lelkes természetjáróként tagja, majd 1888-tól választmányi tagja volt a Magyarországi Kárpát-egyesület (MKE) Budapesti Osztályának, s annak helyén 1891-ben létrejött Magyar Turista Egyesületnek. 1913-tól tagja a Magyar Turista Szövetség (MTSZ) tanácsának.
Hosszas betegség után 65. évesen hunyt el. A Farkasréti temetőben nyugszik, sírhelye: [46/4-1-4/5]

## Munkássága
A koncepciózus erdőgazdálkodás hiányában a 19. század végére a fővárosi erdőterület állapota leromlott, a Budai-hegység nagy részén szőlő- és gyümölcstermesztés folyt. A művelés felhagyásával, s a filoxéravész következtében elvégzett kényszerű szőlőkivágás miatt kiterjedt kopár területek alakultak ki. A tölgyerdők megmaradt faállományát főleg tűzifának használták fel anélkül, hogy magok vetésével, vagy csemeték ültetésével pótolták volna. A megmaradt tövek újrasarjadtak, ami sűrű erdőséget eredményezett. A tölgyek egészségi állapota azonban minden egyes sarjaztatáskor romlott; az erdő állománya pusztult.
Guckler Károly egyértelműen a sarjerdőkben látta az erdőpusztulás forrását. Miután 1895-ben kinevezték erdőmesterré, majd az Erdészeti Hivatal vezetőjévé, a tuskókról sarjadt tölgyesek helyébe életerős, fiatal erdőket szándékozott ültetni. A kiterjedt munkálatok azonban a főváros lakóinak felzúdulásához vezettek, mert a makkról kelt, lassabban és kevésbé látványosan növekedő tölgyeket sokan nem tudták erdőként elfogadni. A munkálatokat ezért lassabb ütemben, kisebb területeket tarolva és beültetve folytatták, emellett hangsúlyt helyeztek az életképes erdők konzerválására és mérsékelt használattal való megóvására. Guckler az első világháború s azt követő forradalmak alatt ismételten felmerülő erdőkihasználási tervek ellen nagy eréllyel és sikerrel lépett fel.
A budai hegyek kopár részeinek, ezen belül is különösen a Hármashatár-hegy újraerdősítéséhez Guckler a korábbi sikeres bécsi mintákat alapul véve, ideiglenesen kevésbé kényes fekete fenyveseket telepített, a sekély talajréteg megkötése és további talajképzés céljából. Az így megerősödött talaj tette lehetővé, hogy mintegy 80 évvel később megkezdhessék az őshonos fafajok visszatelepítését a fenyvesállományok helyén.
1914-ben versenyerdősítés során 5342 kataszteri holdon telepítettek erdőket a főváros határában. Az erdőövezet kialakítása részben a pesti oldalon folyt, hogy megkössék a Rákos-patak menti homokot. A munkálatokat Guckler Károly vezette; a miniszteri elismerést főleg e munkájáért kapta.
Aktív természetjáróként munkája során is arra törekedett, hogy megismertesse és megszerettesse az emberekkel a természetet. A fővárosi közgyűlés kezdeményezésére és finanszírozásában ő alakította ki 1917-1918 között a 3,5 km hosszú sétautat, amely a Szépvölgyből kiindulva a Hármashatár-hegy, a Vihar-hegy és a Csúcs-hegy III. kerület felöli, meredekebb oldalán húzódik végig mintegy 360-370 m tengerszint feletti magasságban, majd a Csúcs-hegy után leereszkedett az Aranyhegyi-patakhoz.

## Emlékezete
- Halála után egy évvel, 1924-ben róla nevezték el a Szépvölgytől a Csúcs-hegyig általa kialakított sétautat a Hármashatárhegyi úttól a Szírt utcáig (Guckler Károly út). (1962-ben ennek első szakaszát a Farkas-torokig Feketesalak útnak nevezték át.) 2018-ban a Pilisi Parkerdő Zrt. e sétaúton alakította ki a Virágos-nyeregig tartó Guckler Károly Tanösvényt.[8]
- Nevét viseli egy, a Hármashatár-hegy észak-keleti oldalában, a Guckler Károly út mellett álló jókora sziklaképződmény (dolomitbreccsa-tömb).
- Róla nevezték el a Hármashatár-hegyen 2018-ban átadott nyolcszögletű, körpanorámát nyújtó kilátópontot, a Guckler Károly-kilátót.[4]
- Emlékét őrzi a III. kerületi önkormányzat által 1993-ban létrehozott Guckler Károly Természetvédelmi Alapítvány (2004-től természetvédelmi célú, közhasznú közalapítványként működik, Guckler Károly Természetvédelmi Közalapítvány néven).
- 2021 óta nevét viseli az 541565 Gucklerkároly kisbolygó.[10][11]